# 迪尔克·施拉德
迪尔克·施拉德（德語：Dirk Schrade，1978年6月29日—），德国男子马术运动员。他曾代表德国参加2012年夏季奥林匹克运动会马术比赛，获得团体三项赛金牌和个人三项赛第二十六名。